# Sojuz MS-06
Sojuz MS-06 è un volo astronautico verso la Stazione Spaziale Internazionale (ISS) e parte del programma Sojuz, ed è il 135° volo con equipaggio della navetta Sojuz dal primo volo avvenuto nel 1967.

## Equipaggio
| Ruolo               | Equipaggio                                               | Equipaggio                                               |
| ------------------- | -------------------------------------------------------- | -------------------------------------------------------- |
| Comandante          | Aleksandr Misurkin, Roscosmos Expedition 53 Secondo volo | Aleksandr Misurkin, Roscosmos Expedition 53 Secondo volo |
| Ingegnere di volo 1 | Mark Vande Hei, NASA Expedition 53 Primo volo            | Mark Vande Hei, NASA Expedition 53 Primo volo            |
| Ingegnere di volo 1 | Joseph Acaba, NASA Expedition 53 Secondo volo            | Joseph Acaba, NASA Expedition 53 Secondo volo            |

## Equipaggio di riserva
| Ruolo               | Equipaggio                               | Equipaggio                               |
| ------------------- | ---------------------------------------- | ---------------------------------------- |
| Comandante          | Anton Škaplerov, Roscosmos Expedition 53 | Anton Škaplerov, Roscosmos Expedition 53 |
| Ingegnere di volo 1 | Scott Tingle, NASA Expedition 53         | Scott Tingle, NASA Expedition 53         |
| Ingegnere di volo 1 | Shannon Walker, NASA Expedition 53       | Shannon Walker, NASA Expedition 53       |

## Variazioni nell'equipaggio
Il 28 ottobre 2016 l'equipaggio della Sojuz MS-06, precedentemente composto da Aleksandr Skvorcov, Ivan Vagner e Scott Tingle, è stato sostituito con il comandante Aleksandr Misurkin e l'ingegnere di volo Mark Vande Hei a causa della decisione di Roscosmos di ridurre i propri cosmonauti presenti sulla ISS fino al lancio del modulo russo Nauka. Successivamente è stato aggiunto un altro membro dell'equipaggio, astronauta NASA Joseph Acaba.